# Benet Rossell

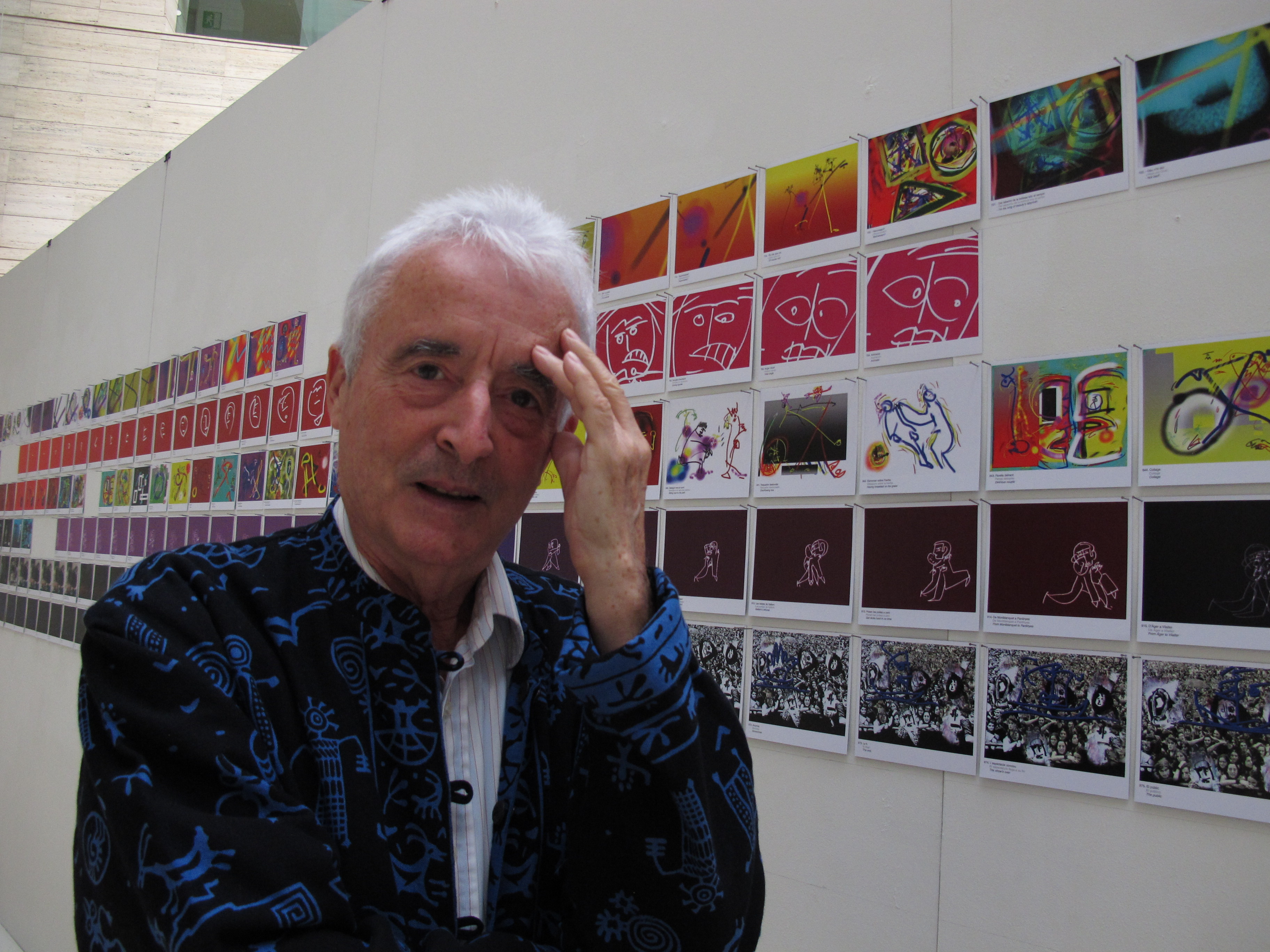
Benet Rossell in der Bibliothek von Lleida 2011

Benet Rossell i Sanuy, bekannt als Benet Rossell (geboren 23. Oktober 1937 in Àger; gestorben 21. August 2016 in Barcelona) war ein spanischer Künstler, der vorwiegend in den Bereichen Malerei, Filmkunst und Bildhauerei aktiv war, häufig spartenübergreifende Werke schuf und als experimenteller Künstler gilt. Sein Werk gilt als grundlegend für das Verständnis katalanischer Kunst in der zweiten Hälfte des 20. Jahrhunderts.

## Leben und Werk
Benet Rossell studierte Wirtschaft, Soziologie und Recht in Madrid und Barcelona. Anschließend zog er nach Paris, wo er sich mit Theater und Film beschäftigte. Er traf dort eine Gruppe von Künstlern, die als katalanische Künstler in Paris bekannt wurden, darunter Jaume Xifra, Antoni Miralda and Joan Rabascall und arbeitete wiederholt mit ihnen zusammen. Während seiner Zeit in Paris unternahm er zahlreiche Reisen. Unter anderem besuchte er Indien, Nepal und die Vereinigten Staaten von Amerika. Sein künstlerisches Werk ist von diesen Reisen stark beeinflusst und gilt als multikulturell und vielseitig. Unter anderem kreierte Benet Rossell seine eigene Sprache, die er Benigrafia nannte und die er in seinem filmischen Schaffen verwendete.
Benet Rossell selbst galt als kreative Persönlichkeit mit vielen Facetten. Der Kunstkritiker Clarence Lambert erschuf für ihn den Begriff Artor, eine Kofferwort aus den englischen Begriffen für Künstler und Schauspieler.
Nach seinem Tod spendete die Witwe von Benet Rossell Teile seines Werkes an das Museu Nacional d’Art de Catalunya, wo die von ihm geschaffene Kunst als wichtiger Teil der Ausstellung zur Nachkriegszeit und zur Avantgarde gilt.

## Einzelausstellungen (Auswahl)
- 1983: Prinz-Max-Palais
- 1984: Fundació Joan Miró
- 1985: Galerie Maeght
- 1987: Musée d’art moderne de Céret[3]
- 1996: Palau de la Virreina
- 2005: Museo Reina Sofía
- 2010 und 2011: Museu d’Art Contemporani de Barcelona[4]
- 2022: Museu Nacional d’Art de Catalunya[1]